# 日本国憲法第49条
日本国憲法 第49条（にほんこく（にっぽんこく）けんぽう だい49じょう）は、日本国憲法の第4章にある条文で、議員の歳費について規定している。

## 条文
日本国憲法、e-Gov法令検索。

第四十九条両議院の議員は、法律の定めるところにより、国庫から相当額の歳費を受ける。

## 解説
本条に基づき、国会議員の歳費、旅費及び手当等に関する法律が制定されており、国会議員に国庫から年間約2229万円の歳費が支払われる。

## 沿革

### 大日本帝国憲法
なし

### GHQ草案
「GHQ草案」、国立国会図書館「日本国憲法の誕生」。

#### 日本語
第四十三条国会議員ハ国庫ヨリ法律ノ定ムル適当ノ報酬ヲ受クヘシ

#### 英語
Article XLIII.Members of the Diet shall receive adequate compensation from the national treasury as determined by law.

### 憲法改正草案要綱
「憲法改正草案要綱」、国立国会図書館「日本国憲法の誕生」。

第四十四両議院ノ議員ハ法律ノ定ムル所ニ依リ国庫ヨリ相当額ノ歳費ヲ受クルコト

### 憲法改正草案
「憲法改正草案」、国立国会図書館「日本国憲法の誕生」。

第四十五条両議院の議員は、法律の定めるところにより、国庫から相当額の歳費を受ける。